# Circo de Gredos
El circo de Gredos es un circo situado en la zona central de la vertiente norte de la sierra de Gredos, perteneciente al sistema Central. Administrativamente está dentro del término municipal de Navalperal de Tormes, un municipio español ubicado en el suroeste de la provincia de Ávila, en el sur de Castilla y León. Es uno de los parajes más importantes del Parque Regional de la Sierra de Gredos.
Es el circo glaciar más extenso de la sierra de Gredos y de todo el sistema Central, con unas 33 hectáreas de superficie aproximada. En el este del circo está el pico Almanzor, el más alto de la cordillera con sus 2592 m s. n. m. En la zona más baja del circo, y por tanto en el noreste del mismo, está la laguna grande de Gredos, que es también de origen glaciar y está a una altitud de 1940 m. Junto a esta laguna está el refugio de montaña guardado Elola, muy transitado por montañeros que pretenden ascender al Almanzor. El circo de Gredos está dentro de la cuenca hidrográfica del río Tormes, un afluente del Duero.

## Glaciar de Gredos

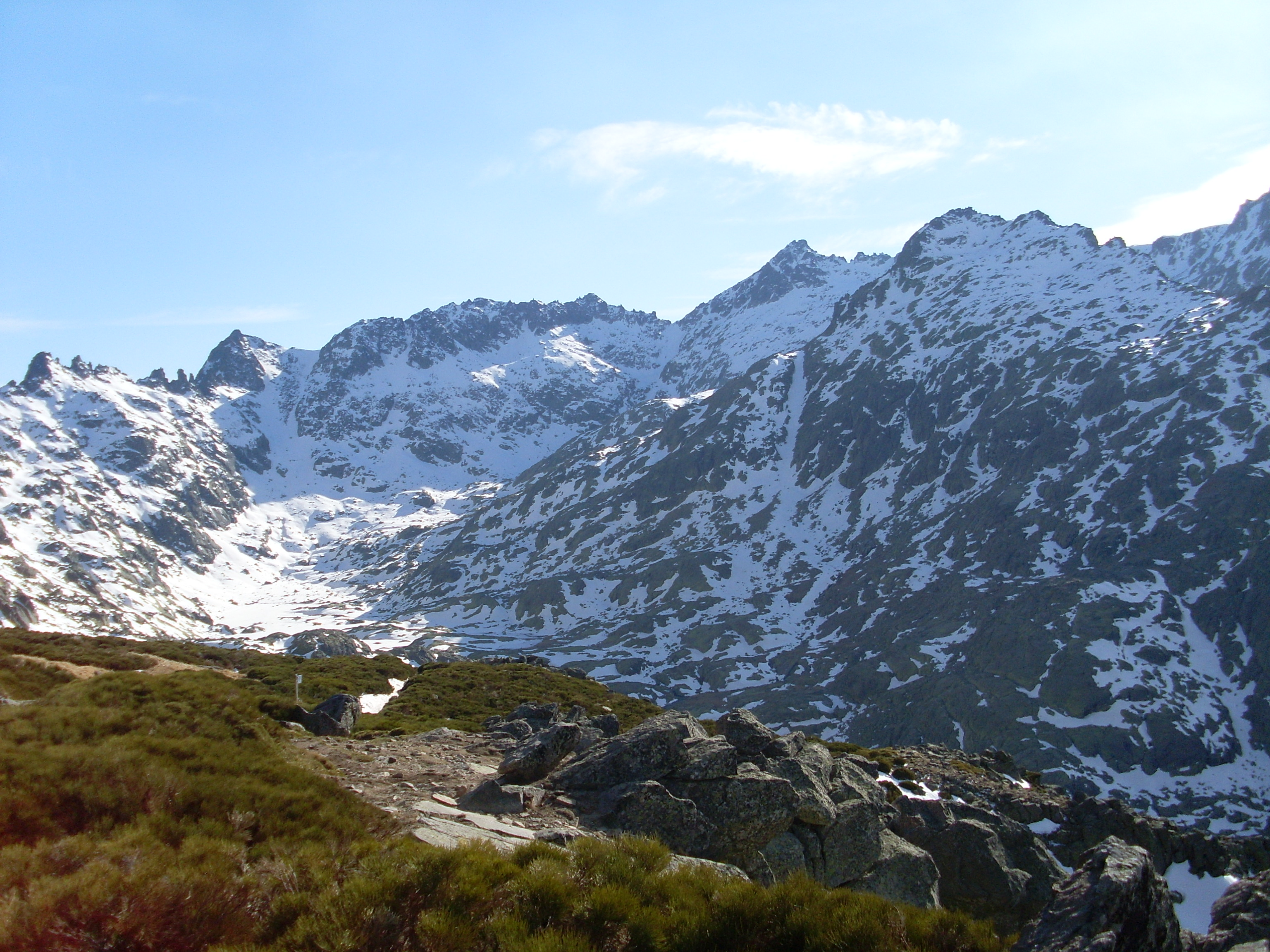
Vista en primavera del circo de Gredos desde el noreste, en los Barrerones.

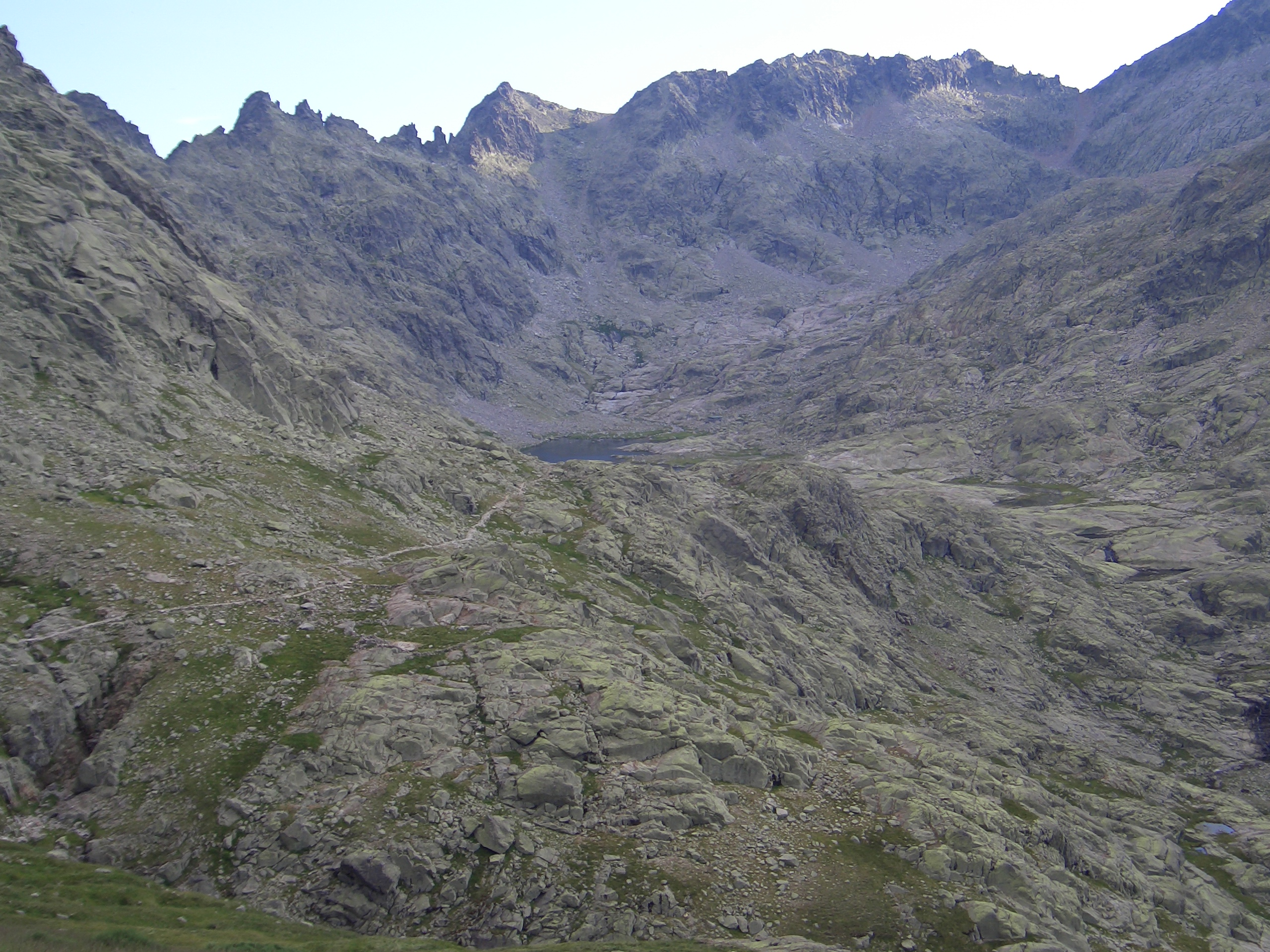
Vista en verano del circo de Gredos y su laguna.

Era el glaciar de mayor tamaño de toda la sierra. Comienza al pie del pico Almanzor (2592 m) en la Hoya Antón, bastante más al sur que el resto de los circos y acaba más abajo del Prado de Roncesvalles a 1450 m, tras un recorrido de 8 km.
La alimentación de este glaciar se efectuaba en tres circos diferenciados: el Recuenco del Almanzor, la Hoya del Gargantón y la Hoya de Cabeza Nevada, situados uno tras otro de sur a norte y con orientaciones ENE, NNE y NE, respectivamente.
El recuenco del Almanzor incluye al comúnmente denominado circo de Gredos y la Hoya Antón, que es el verdadero fondo del circo. Se encuentra a una altitud de 2000 m y rodeado por la mayores elevaciones de la sierra: Casquerazo, Cuchillar de las Navajas, Peña del Esbirladero, Cuchillar de los Ballesteros o, Ameal de Pablo, superando todos los 2400 m s. n. m. En el circo de Gredos está enclavada la laguna grande de Gredos, cuya existencia se explica por la sobreexcavación glaciar. En el circo se puede observar una hombrera muy clara y bien desarrollada que permite delimitar el espesor máximo alcanzado por los hielos, que sobrepasaría los 350 m.
La zona de acumulación debía acabar en una cascada de seracs producida al sobrepasar el hielo el umbral de separación existente entre el circo y la lengua. A continuación se produciría el aporte de hielos procedentes del Gargantón, segunda cuenca de acumulación de este glaciar, situado entre el Ameal de Pablo y el Cuchillar del Gütre; sus aportes eran importantes pues se calcula que el espesor del hielo era de 200 a 250 m.
La hoya de Cabeza Nevada, adosada al pico de este nombre, es el último circo afluente del glaciar de Gredos. Es un aparato de pequeñas dimensiones, corto y sin huellas de hombreras; a partir de su confluencia con el glaciar principal, el valle se va estrechando paulatinamente hasta su término.
En los flancos del valle en artesa excavado por la lengua, aparecen depósitos morrénicos; en el flanco derecho aparecen antes, garganta arriba, a causa de la inexistencia de afluentes glaciares en dicho flanco.

## Flora y fauna

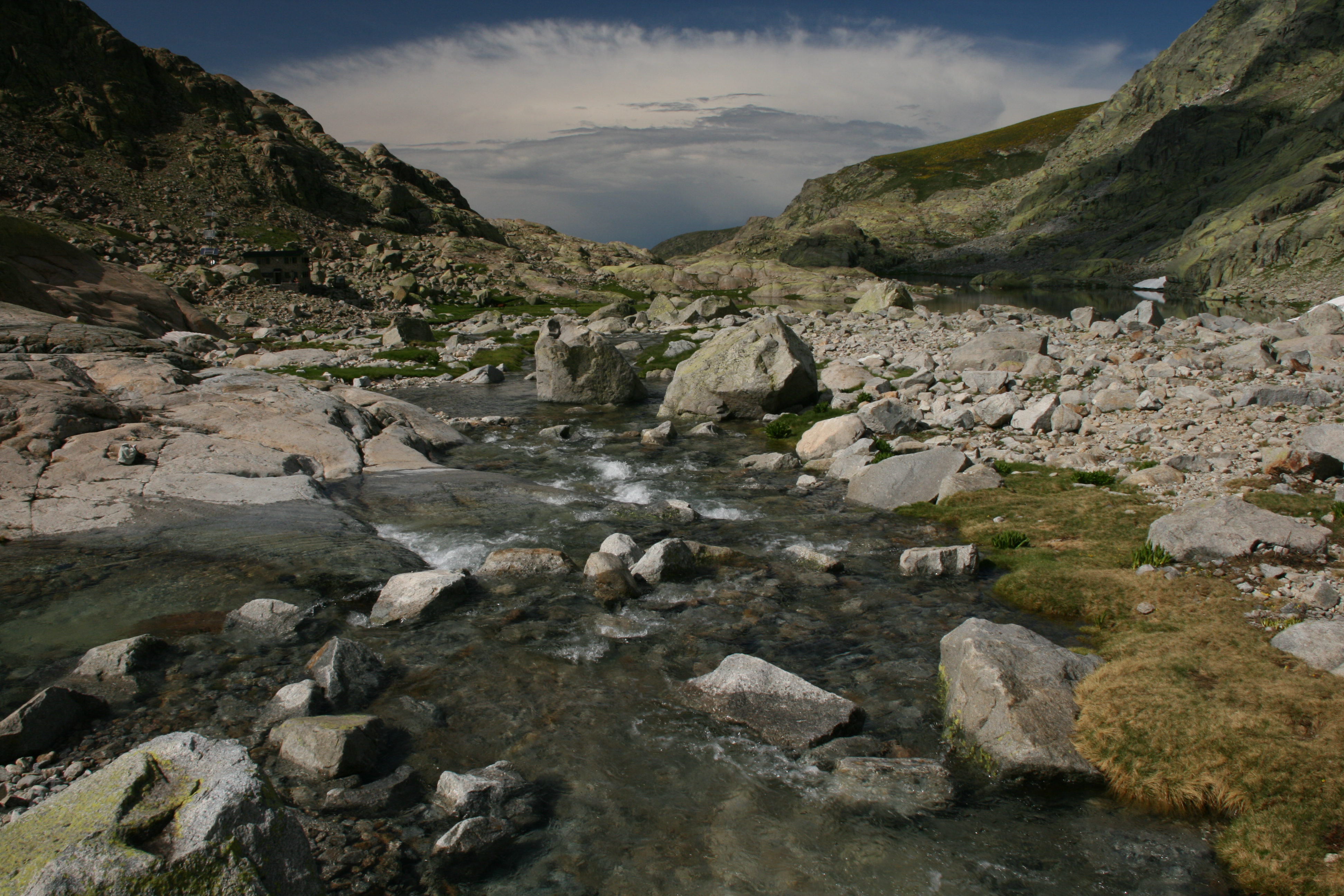
Vista de la desembocadura del deshielo sobre la Laguna Grande del circo. Junto a la laguna el refugio Elola.

La flora existente en el circo es de tipo herbáceo y arbustiva. Hay praderas alpinas que predominan en zonas con poca pendiente. También hay especies matorrales de alta montaña con muy poca altura debido a los fuertes vientos que soplan muy a menudo. El piorno es la especie arbustiva más predominante. En cuanto a la fauna, hay que destacar el gran número de ejemplares de cabra montesa que viven en el lugar.

## Ruta de ascenso
Existe una ruta que lleva al centro del circo y es muy transitada por turistas y montañeros, sobre todo en verano. Este camino comienza en un aparcamiento que se conoce con el nombre de Plataforma de Gredos (1770 m). La ruta comienza a ascender en sentido suroeste a través de praderas hasta para llegar a los Barrerones (2210 m). A partir de ahí, el camino desciende hacia el sur hasta alcanzar la Laguna Grande de Gredos y el refugio Elola. La distancia entre la plataforma y la Laguna Grande es de unos 6,4 km.